# Моршвиллер
Моршвиллер (фр. Morschwiller) — коммуна на северо-востоке Франции в регионе Гранд-Эст (бывший Эльзас — Шампань — Арденны — Лотарингия), департамент Нижний Рейн, округ Агно-Висамбур, кантон Агно.
Площадь коммуны — 4,62 км², население — 551 человек (2006) с тенденцией к росту: 598 человек (2013), плотность населения — 129,4 чел/км².

## Население
Население коммуны в 2011 году составляло 565 человек, в 2012 году — 584 человека, а в 2013-м — 598 человек.
| 1962 | 1968 | 1975 | 1982 | 1990 | 1999 | 2006 | 2008 | 2011 | 2012 | 2013 |
| ---- | ---- | ---- | ---- | ---- | ---- | ---- | ---- | ---- | ---- | ---- |
| 370  | 368  | 392  | 388  | 395  | 459  | 551  | 563  | 565  | 584  | 598  |

Динамика населения:

## Экономика
В 2010 году из 374 человек трудоспособного возраста (от 15 до 64 лет) 289 были экономически активными, 85 — неактивными (показатель активности 77,3 %, в 1999 году — 75,4 %). Из 289 активных трудоспособных жителей работали 272 человека (144 мужчины и 128 женщин), 17 числились безработными (7 мужчин и 10 женщин). Среди 85 трудоспособных неактивных граждан 36 были учениками либо студентами, 35 — пенсионерами, а ещё 14 — были неактивны в силу других причин.

## Достопримечательности (фотогалерея)

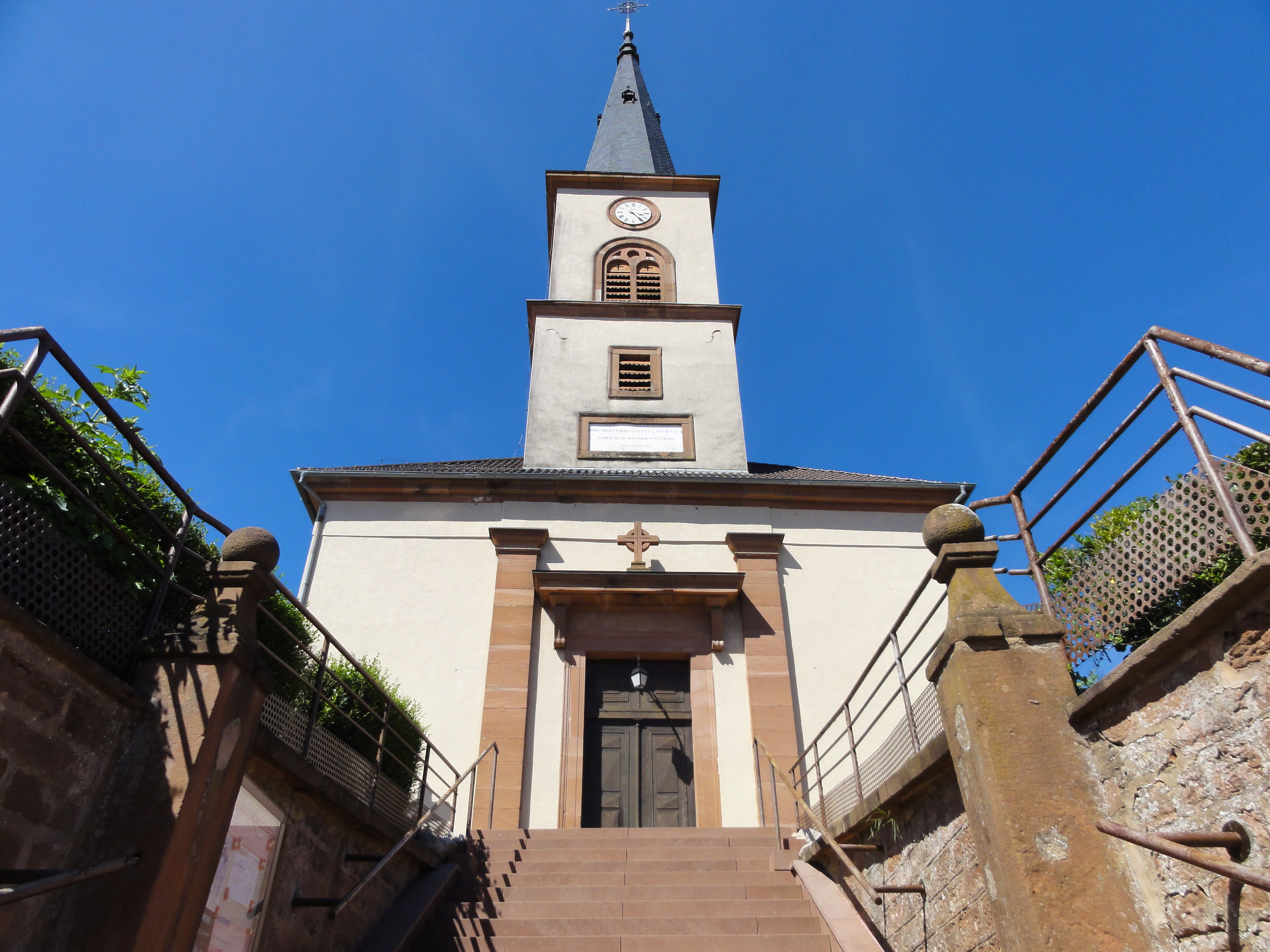
Церковь